# Święcice (województwo mazowieckie)
Święcice – wieś w Polsce położona w województwie mazowieckim, w powiecie warszawskim zachodnim, w gminie Ożarów Mazowiecki. Ma status sołectwa.
Wieś szlachecka w drugiej połowie XVI wieku należąca do powiatu błońskiego ziemi warszawskiej województwa mazowieckiego. W latach 1975–1998 miejscowość położona była w województwie warszawskim. W roku 2023 sołectwo Święcice liczyło 918 mieszkańców .
Wierni Kościoła rzymskokatolickiego należą do parafii św. Antoniego w Łaźniewie.

## Położenie
Wieś jest położona 26 km na zachód od Warszawy na Równinie Łowicko-Błońskiej nad Kanałem Ożarowskim, który w południowo-zachodniej części Święcic uchodzi do Utraty.

## Transport

### Transport drogowy
We wsi krzyżują się drogi krajowe i wojewódzkie:
| Nr drogi | Przebieg                                                                                     |
| -------- | -------------------------------------------------------------------------------------------- |
|          | Rzepin — Pniewy – Poznań – Września – Konin – Kutno – Warszawa – Mińsk Mazowiecki – Ryczołek |
|          | Święcice – Rokitno                                                                           |
|          | Zaborów – Święcice                                                                           |

### Transport pasażerski
Święcice znajdują się w zasięgu komunikacji autobusowej obsługiwanej przez PKS w Grodzisku Mazowieckim. Najbliższa stacja kolejowa znajduje się w Płochocinie, jest to linia kolejowa nr 3: Warszawa Zachodnia - Frankfurt nad Odrą. 
Obowiązujący jako warunkowy (na żądanie) przystanek znajduje się na ulicy Zaborowskiej 100 m na południe od ulicy Łaźniewskiej.

## Historia

### XVI wiek
Pierwsze zapisy dotyczące Święcic pochodzą z czasów panowania Zygmunta Augusta, potwierdzają one że wieś była gniazdem rodu Święcickich. 

### XVIII–XIX wiek
Pod koniec XVIII wieku, Święcice (wraz z Pilaszkowem, Myszczynem, Pogroszewem i Michałówkiem) stały się własnością pochodzącego z Włoch kupca Filipa Antoniego Campioni. Przeprowadził on zakrojone na szeroką skalę prace regulacyjne i modernizacyjne w swoich dobrach. 
Pierwszy etap stanowiła melioracja święcickich gruntów poprzez pogłębienie istniejących oraz utworzenie nowych rowów, które odprowadzały wodę do trzech stawów o łącznej powierzchni 2,5 hektara. Efektem było zmniejszenie powierzchni łąk, przy jednoczesnym zwiększeniu zbiorów oraz poprawą ich jakości. 
Kolejnym etapem była modernizacja dróg biegnących przez wieś, których przebieg został wyprostowany, a szerokość wyrównana. Prace objęły zarówno odcinek trasy międzymiastowej Warszawa-Błonie, jak i mniejsze drogi lokalne: Święcice-Pilaszków i Święcice-Kopytowo. Dodatkowo w Święcicach utworzono spory plac przy którym zlokalizowano obiekty usługowe (między innymi nową karczmę ze stajnią i pokojami gościnnymi oraz kuźnię). Z zachowanych dokumentów wynika również, iż we wsi mieścił się w tym okresie również browar, wiatraki, stawy rybne, ogrody i sady. 
Ostatnim etapem było przeprojektowanie zabudowań oraz nowy podział gruntów chłopskich. 
Zabudowania zlokalizowane na łącznej powierzchni 15,56 hektara, podzielono na 15 równych części, co ostatecznie ukróciło sąsiedzkie konflikty. Budynki mieszkalne rozmieszczono w równych 40 metrowych, a stodoły w 30 metrowych odległościach od siebie, co zapewniało bezpieczeństwo przeciwpożarowe. Nowe zabudowania tworzono na wzór powtarzalnego schematu: budynki mieszkalne 14x6 m natomiast stodoły 20x8 m. Biorąc pod uwagę wielkość zabudowań, przypuszcza się, że stajnie, obory i chlewy lokalizowano bezpośrednio przy budynkach mieszkalnych. Wielkość chłopskich gruntów uprawnych wynosząca łącznie 206,55 hektarów również została podzielona na 15 równych części, przy jednoczesnym minimalizowaniu powierzchni na drogi dojazdowe. Efektem była zdecydowanie wydajniejsza organizacja pracy co pozytywnie wpłynęło na dochodowość majątku.
Prace dokonane przez Campioniego doprowadziły do rozkwitu Święcic (zarówno chłopskiej wsi jak i folwarku).
W 1827 r. wieś liczyła 153 mieszkańców, a w 1887 r. liczba ta wzrosła do 325. Powierzchnia dóbr święcickich liczyła wówczas 476 mórg. 
W połowie XIX wieku przestał istnieć ośrodek usługowy zlokalizowany dookoła placu.

### XX wiek
Przed II wojną światową majątek Święcice stanowił własność Stanisława Paschalisa, po jego śmierci w 1926 r. właścicielką została Józefa Czarnowska. W latach 1938–1939 dokonano parcelacji ziemi należącej do folwarku Święcice pozostawiając 40 ha ziemi niepodzielonej. 
W czasie kampanii wrześniowej 12 września 1939 r. żołnierze Wehrmachtu rozstrzelali 11 Polaków, w tym 2 mieszkańców Święcic. 12-13 września 1939 r. w rejonie Święcic-Pilaszkowa-Witek walczyły z niemiecką 4 DPanc. polskie: 2 i część 30 Dywizji Piechoty. W starciu poległo 410 żołnierzy polskich, którzy zostali pochowani na cmentarzach w Pilaszkowie i Rokitnie. 
Na początku lat 50 XX wieku w Święcicach istniała jeszcze dawna karczma-zajazd, która nie zachowała się do czasów obecnych. Jej stajnie zostały przebudowane na budynki mieszkalne. W 1953 r. należący do Zofii Makomaskiej (z domu Czarnowskiej) święcicki folwark, obejmujący zrujnowany dwór, zdziczały park oraz 10 hektarową resztówkę zakupił Mieczysław Tchórzewski.

## Obiekty zabytkowe i historyczne
W Święcicach zlokalizowany był mały dworek, wzmiankowany już w czasach Campioniego. Opisywany był on jako budowla niezwykle skromna, niewiele większa od chłopskiej chałupy, właściwie nie oddzielona od zabudowań gospodarczych folwarku, niejako „wciśnięta” pomiędzy browar, spichlerz i oborę. Obejście dworku nie posiadało żadnego, nawet minimalnego założenia parkowego lub ogrodowego.
W połowie XIX wieku w otoczeniu dworku powstał park, zaprojektowany w stylu krajobrazowym. Budynek dworku zlokalizowany był w jego południowo-zachodniej części i prowadziła do niego aleja. Park był dość precyzyjnie skomponowany, posadzono wiele roślin ozdobnych, które tworzyły zróżnicowany charakter poszczególnych sektorów. Ponadto w północnej części parku znajdowały się stawy zasilane przez Kanał Ożarowski, które obecnie zostały osuszone. Z czasem zaniedbywany park stracił swój styl, liczne samosiewy i przekomponowania spowodowały zatracenie czytelności ciągów spacerowych i przerwanie osi widokowych.
W latach 50 XX wieku dworek był już w znacznym stopniu zniszczony. Nowy właściciel w 1960 r. podjął się jego generalnego remontu, który sprowadził się de facto do jego przebudowy, w wyniku której zatracił historyczne walory architektoniczne.